# 천원군 (선거구)
천원군은 대한민국의 옛 국회의원 선거구이다. 당시 충청남도 천원군 지역을 관할했다.

## 역사
대한민국 제13대 국회의원 선거를 앞두고 천안시·천원군·아산군 선거구에서 분리되면서 신설되었다. 
1991년 1월 1일을 기해 천원군이 천안군으로 개칭되었다. 이에 대한민국 제14대 국회의원 선거를 앞두고 천원군 선거구가 천안군 선거구로 개편되었다.

## 역대 국회의원
| 선거   | 정당 | 정당         | 의원   |
| ------ | ---- | ------------ | ------ |
| 1988년 |      | 신민주공화당 | 김종식 |

## 역대 선거 결과

### 대한민국 제13대 국회의원 선거
|  | 48.21% |

|  | 32.28% |

|  | 11.26% |

|  | 4.47% |

|  | 3.76% |

## 같이 보기
- 천안시의 국회의원